# Калнай, Юджиния
Юджиния (Евгения) Калнай (Eugenia E. Kalnay; 1 октября 1942, Аргентина — 14 августа 2024) — аргентинский и американский метеоролог. Член Национальной инженерной академии США (1996), членкор Национальной АН Аргентины (2003), доктор философии (1971), заслуженный университетский профессор Мэрилендского университета в Колледж-Парке (с 2002), в 1999—2002 годах профессор и заведующая кафедрой этого университета. В 1987—1997 годах директор Environmental Modeling Center. В 1997—1999 годах профессор Оклахомского университета. В 1979—1986 годах сотрудница НАСА.

## Биография
Окончила по метеорологии Университет Буэнос-Айреса (1965). Степень доктора философии по метеорологии получила в MIT в 1971 году под началом Джула Чарни. В 1975—1978 годах ассистент- и затем ассоциированный профессор кафедры метеорологии там же.
Фелло AGU (2005), AAAS (2006), AMS (1983). Иностранный член Европейской академии (2000).
Автор более ста рецензированных публикаций. Автор книги Atmospheric Modeling, Data Assimilation and Predictability (Cambridge University Press, 2003; пер. на кит. яз. 2005, корейский 2012).
Умерла 14 августа 2024 года в возрасте 81 года.
Награды и отличия
- NASA Exceptional Scientific Achievement Medal[англ.] (1981)
- Jule G. Charney Award[англ.] (1995)
- Почётный доктор Университета Буэнос-Айреса (2008)
- International Meteorological Organization Prize[англ.] (2009)
- Медаль Роджера Ревелла Американского геофизического союза (2019)